# Machilus obovatifolia

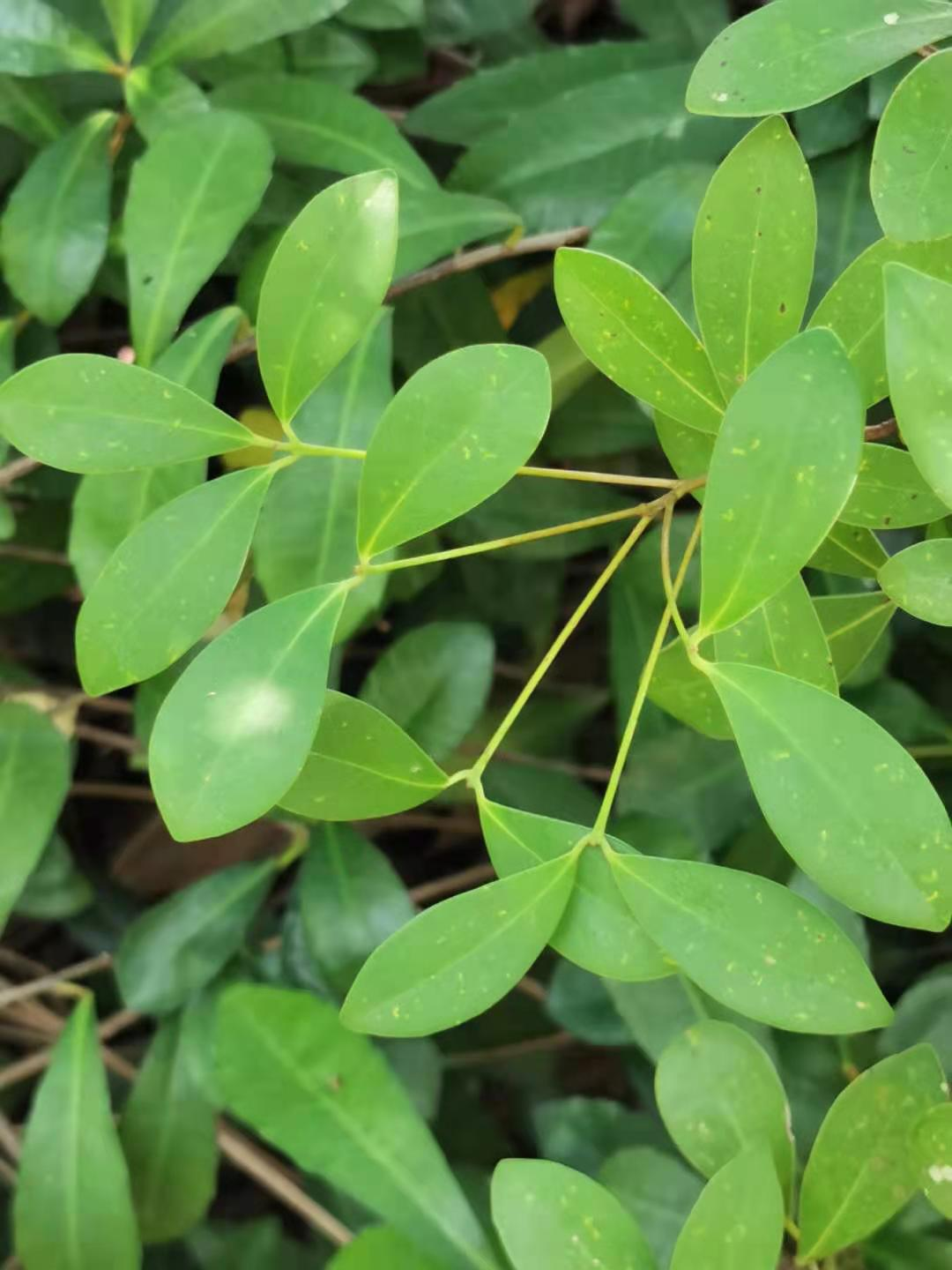
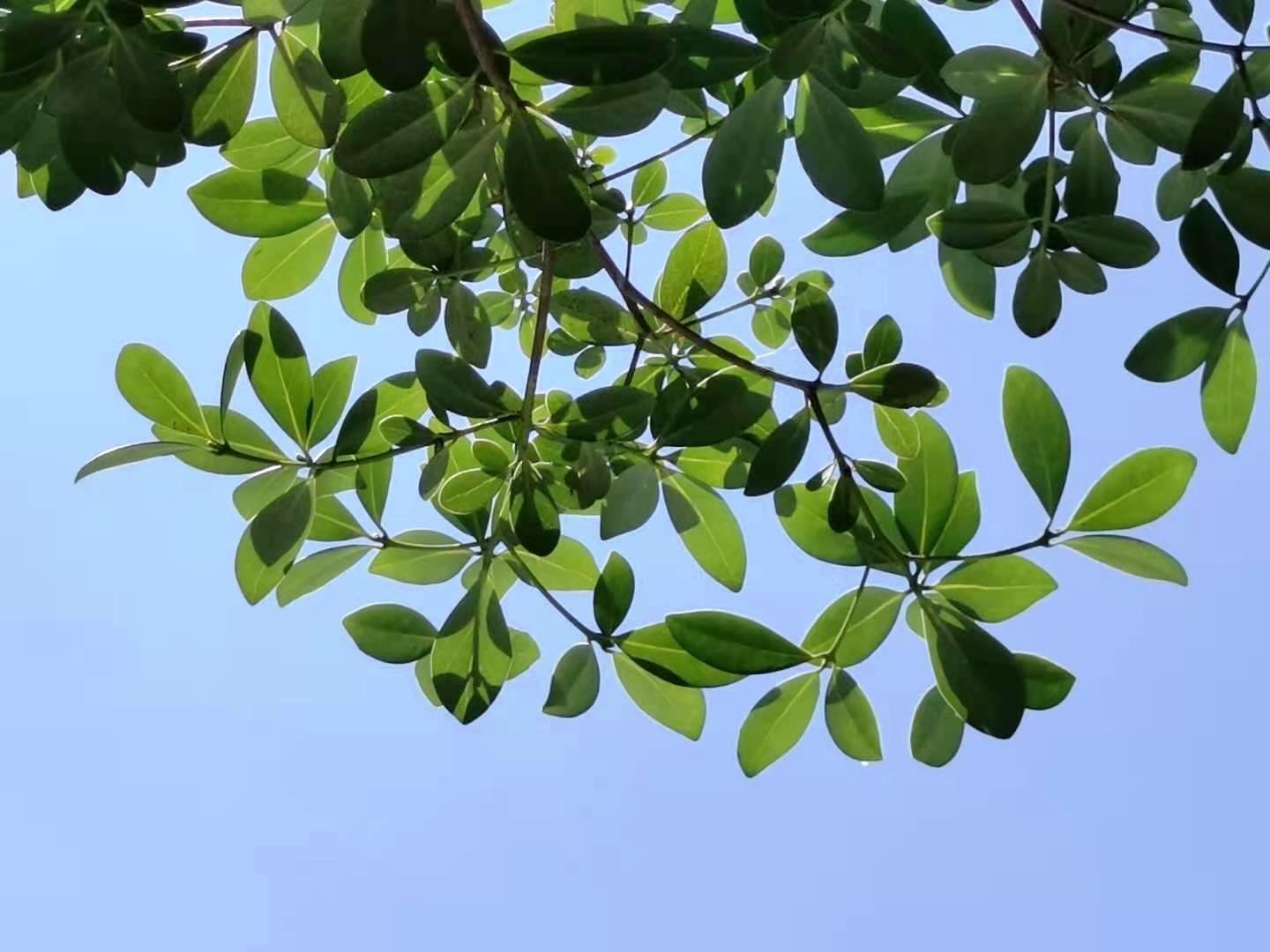
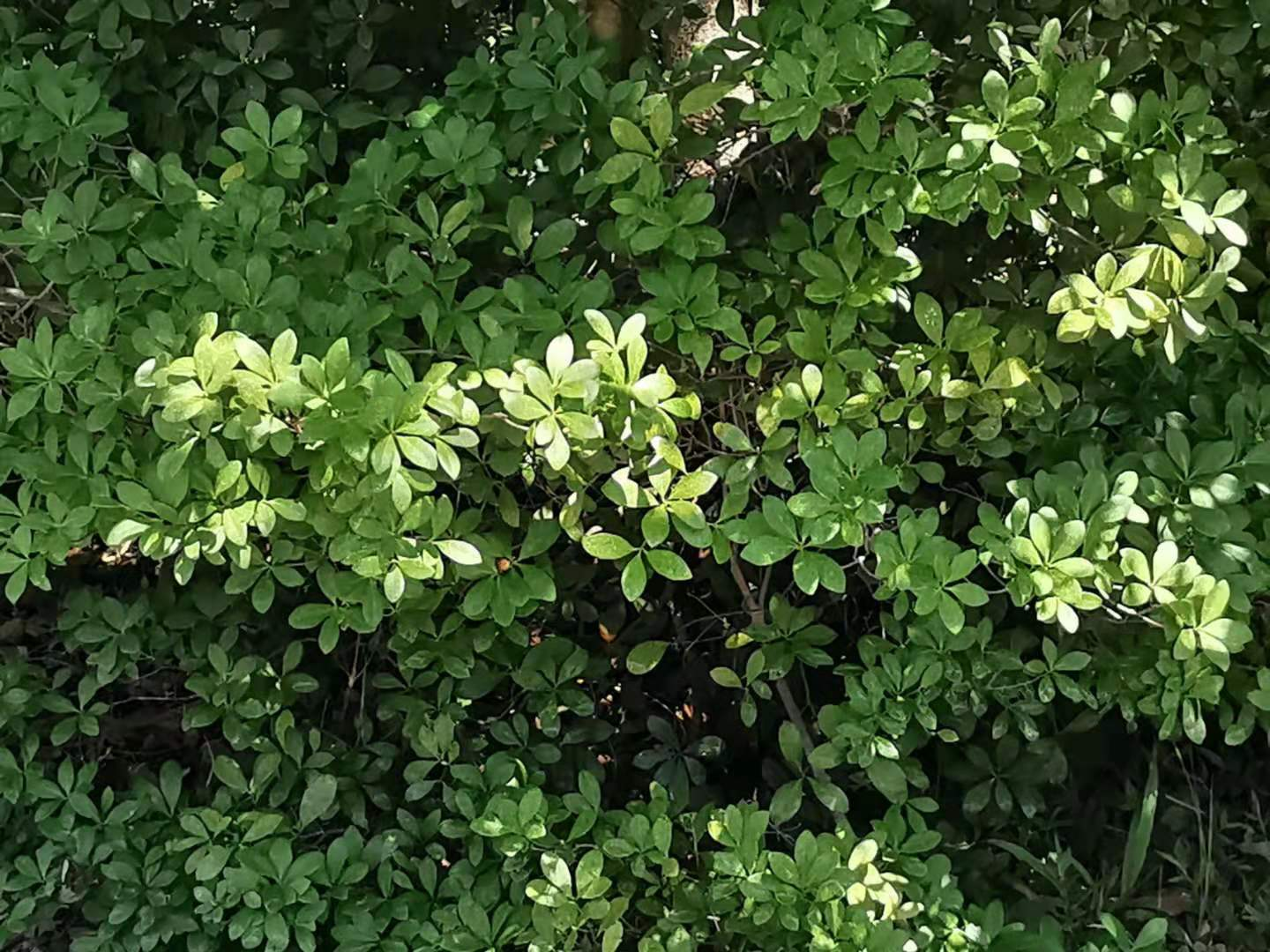
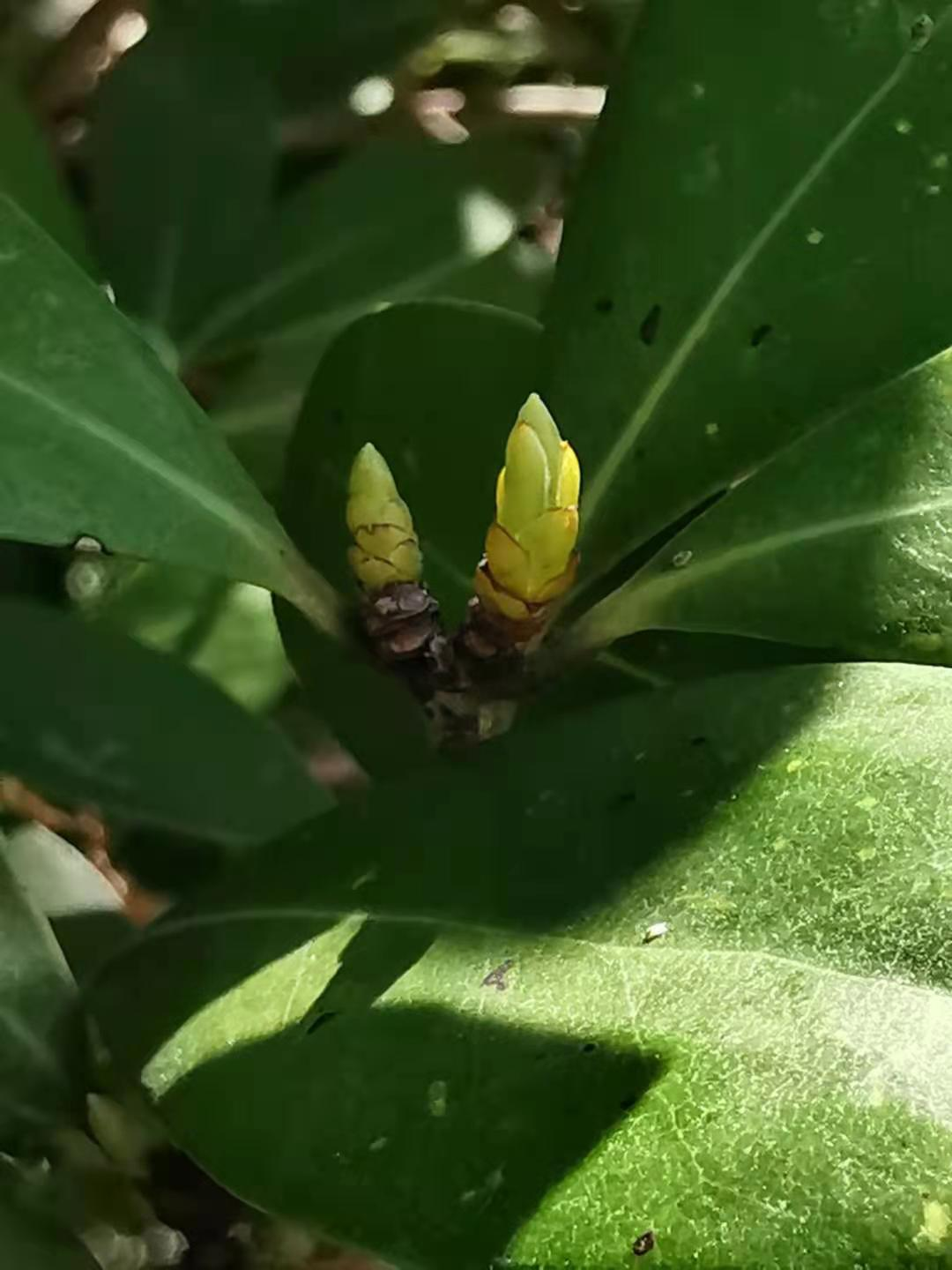
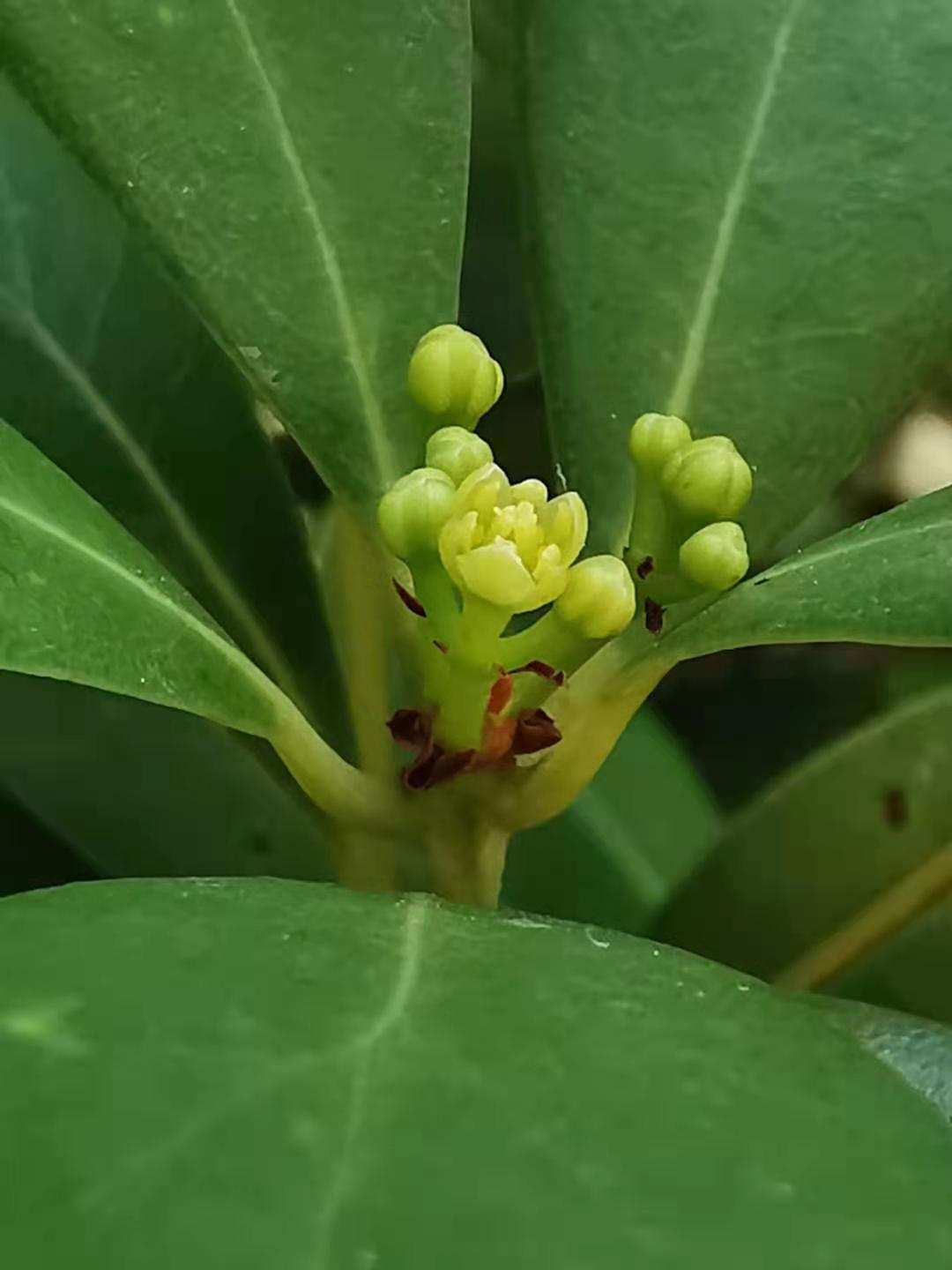
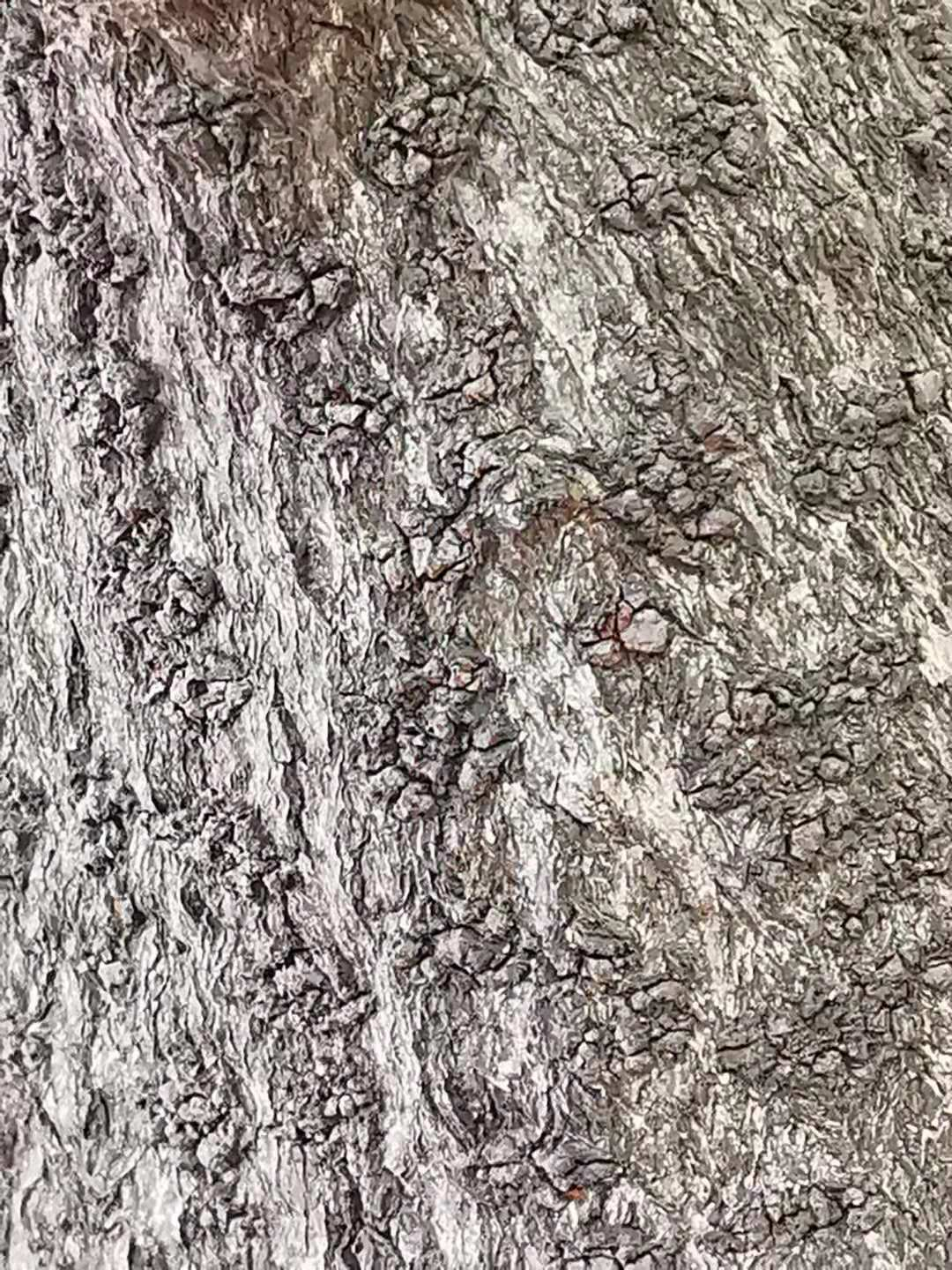

Machilus obovatifolia är en lagerväxtart som först beskrevs av Bunzo Hayata, och fick sitt nu gällande namn av Kaneh. & Sasaki. Machilus obovatifolia ingår i släktet Machilus och familjen lagerväxter. Inga underarter finns listade i Catalogue of Life.